# Маргарита I (графиня Фландрії)
Маргарита I Ельзаська (бл. 1145  — 15 листопада 1194) — графиня Фландрії з 1191. Дочка графа Фландрського Теодоріха I та його другої дружини Сибіли Анжуйської. Сестра графа Фландрського Філіппа I.
Близько 1160 вийшла заміж за Рауля II, графа Вермандуа, однак цей шлюб був визнаний не доконаним. У квітні 1169 вдруге вийшла заміж за графа Ено маркграфа Намюра Балдуїна V, сина графа Ено Балдуїна IV і Аліси Намюр, дочки Готфріда Намюра. У Балдуїна V і Маргарити I Ельзаської було п'ять синів і три дочки.

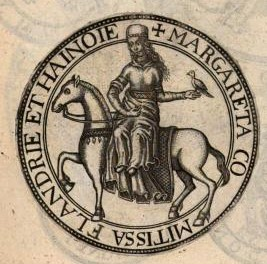
Печатка Маргарити I Ельзаської

Брат Маргарити Філіпп I помер під час Третього хрестового походу, оскільки в нього не було законних дітей, Фландрію успадкувала його сестра Маргарита. Король Франції Філіпп II, який заздрить спадкоємцям Фландрії, старається приховати смерть Філіппа I, до свого повернення до Франції. Новина про смерть графа швидко поширилась, тому Маргарита разом зі своїм чоловіком, негайно вирушили до Фландрії щоб заволодіти нею. Маргарита стала графинею Фландрії, разом з нею став співправителем її чоловік Балдуїн V (під ім'ям Балдуїна VIII). Їх добре зустрічають у містах Фландрії, за винятком Генту, де проживала вдова Філіппа Тереза Португальська, яка не хотіла покидати Фландрію. Конфлікт вдалось владнати за участі Реймського архієпископа Вільгельма Шампанського.
Маргарита I Ельзаська померла у 1194 році.

## Родина
1 Чоловік — Рауль II, граф Вермандуа. Цей шлюб був визнаний не доконаним.
2 Чоловік (з 1169) — Балдуїн V, графа Ено, маркграфа Намюра
Діти:
- Ізабелла (23 квітня 1170-15 березня 1190) — дружина короля Франції Філіппа II.
- Балдуїн (липень 1172—1205) — граф Фландрії і Ено, імператор Латинської імперії.
- Іоланда де Ено (1175—1219) — дружина П'єра II де Куртене.
- Філіп (1175- 9 жовтня 1212) — маркграф Намюру.
- Генріх (1176-16 червня 1216) — імператор Латинської імперії.
- Сибіла (1179-9 січня 1217), дружина Гішар де Боже.
- Юстас (помер в 1219) — регент Фессалонікського королівства.